# إي أيه تيبرون
إي أيه تيبرون (بالإنجليزية: EA Tiburon)‏ هي شركة أمريكية مطورة لألعاب الفيديو تابعة لـ إلكترونيك آرتس ، تأسست عام 1994 .

## الألعاب
- كرة القدم الخيالية

## وصلات خارجية
- الموقع الرسمي